# Antoni Lubomirski
Antoni Benedykt Konstanty Lubomirski (18 mei 1718 - 25 juli 1761) was een Pools aristocraat, starost, politicus en luitenant-generaal.
Prins Antoni Lubomirski was een telg van het hoogadellijke vorstengeslacht Lubomirski binnen het Heilige Roomse Rijk. Hij was een bedreven politicus in de sejm en werd geroemd voor zijn goede redevoering. Antoni werd in 1746 unaniem gekozen tot Maarschalk van de Sejm en binnen de eerste zes weken leidde zijn leiderschap ertoe dat een motie voor de uitbreiding van het leger naar 60.000 manschappen werd aangenomen.
Onderscheidingen:
- 1737: Opgenomen in de Huisridderorde van Sint-Hubertus
- 1745: Door Augustus III van Polen en Saksen opgenomen in de Pools-Saksische Militaire Orde van Sint-Hendrik. Het was de laatste benoeming in de Pools-Saksische orde.
- 3 augustus 1757: Opgenomen in de Orde van de Witte Adelaar

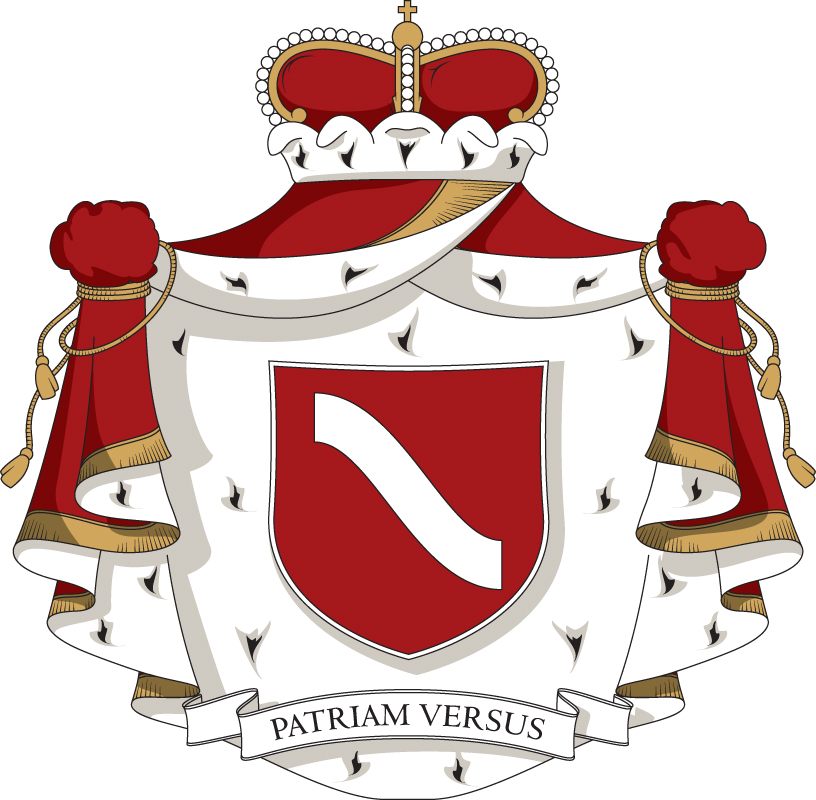
Wapen van Lubomirski